# Polska na Mistrzostwach Świata w Narciarstwie Klasycznym 2015
Reprezentacja Polski na Mistrzostwach Świata w Narciarstwie Klasycznym 2015 – grupa zawodników i zawodniczek wybranych przez Polski Związek Narciarski do reprezentowania Polski w biegach, skokach i kombinacji norweskiej w ramach Mistrzostw Świata w Narciarstwie Klasycznym 2015 w Falun.
W skład reprezentacji wchodzi 18 zawodników.

## Zdobyte medale
| Medal | Zawodnik                                          | Dyscyplina        | Konkurencja       | Data      |
| ----- | ------------------------------------------------- | ----------------- | ----------------- | --------- |
| Brąz  | Justyna Kowalczyk Sylwia Jaśkowiec                | biegi narciarskie | sprint drużynowy  | 22 lutego |
| Brąz  | Piotr Żyła Klemens Murańka Jan Ziobro Kamil Stoch | skoki narciarskie | konkurs drużynowy | 28 lutego |

### Klasyfikacja dyscyplin
| Dyscyplina        | złoto | srebro | brąz | Suma |
| ----------------- | ----- | ------ | ---- | ---- |
| Biegi narciarskie | 0     | 0      | 1    | 1    |
| Skoki narciarskie | 0     | 0      | 1    | 1    |
| Suma              | 0     | 0      | 2    | 2    |

### Klasyfikacja zawodników
| Lp. | Zawodnik          | Dyscyplina        | złoto | srebro | brąz | Suma |
| --- | ----------------- | ----------------- | ----- | ------ | ---- | ---- |
| 1.  | Sylwia Jaśkowiec  | biegi narciarskie | 0     | 0      | 1    | 1    |
| 1.  | Justyna Kowalczyk | biegi narciarskie | 0     | 0      | 1    | 1    |
| 1.  | Klemens Murańka   | skoki narciarskie | 0     | 0      | 1    | 1    |
| 1.  | Kamil Stoch       | skoki narciarskie | 0     | 0      | 1    | 1    |
| 1.  | Jan Ziobro        | skoki narciarskie | 0     | 0      | 1    | 1    |
| 1.  | Piotr Żyła        | skoki narciarskie | 0     | 0      | 1    | 1    |

## Wyniki reprezentantów Polski

### Skoki narciarskie
- Kamil Stoch
- Piotr Żyła
- Jan Ziobro
- Klemens Murańka
- Aleksander Zniszczoł
- Dawid Kubacki

| Konkurencja       | Zawodnik             | Kwalifikacje | Kwalifikacje | Kwalifikacje | Runda 1.  | Runda 1. | Runda 1. | Runda 2.  | Runda 2. | Runda 2. | Suma   | Suma    |
| Konkurencja       | Zawodnik             | Odległość    | Punkty       | Miejsce      | Odległość | Punkty   | Miejsce  | Odległość | Punkty   | Miejsce  | Punkty | Miejsce |
| ----------------- | -------------------- | ------------ | ------------ | ------------ | --------- | -------- | -------- | --------- | -------- | -------- | ------ | ------- |
| Skocznia normalna | Klemens Murańka      | 89,0         | 107,0        | 17. Q        | 92,0      | 112,8    | 10. Q    | 88,0      | 107,4    | 24.      | 220,2  | 17.     |
| Skocznia normalna | Kamil Stoch          | 86,5         | PQ           | PQ           | 90,0      | 109,9    | 16. Q    | 89,0      | 110,3    | 17.      | 220,2  | 17.     |
| Skocznia normalna | Jan Ziobro           | 88,5         | 109,7        | 12. Q        | 91,5      | 112,0    | 12. Q    | 91,5      | 116,6    | 9.       | 228,6  | 8.      |
| Skocznia normalna | Piotr Żyła           | 90,5         | 113,4        | 7. Q         | 89,5      | 101,1    | 33.      | NQ        | NQ       | NQ       | 101,1  | 33.     |
| Skocznia duża     | Dawid Kubacki        | 117,0        | 102,7        | 21. Q        | 115,5     | 95,1     | 26.      | 115,5     | 93,6     | 26.      | 188,7  | 29.     |
| Skocznia duża     | Klemens Murańka      | 125,5        | 117,4        | 4. Q         | 123,0     | 109,8    | 16.      | 113,5     | 95,8     | 25.      | 205,6  | 20      |
| Skocznia duża     | Kamil Stoch          | DNS          | PQ           | PQ           | 125,0     | 112,2    | 12.      | 124,5     | 112,8    | 12.      | 225,0  | 12.     |
| Skocznia duża     | Aleksander Zniszczoł | 116,5        | 102,4        | 22. Q        | 110,0     | 80,6     | 40.      | NQ        | NQ       | NQ       | 80,6   | 40.     |
| Skocznia duża     | Piotr Żyła           | 122,0        | 112,7        | 8. Q         | 123,0     | 113,6    | 10.      | 121,5     | 116,2    | 9.       | 229,8  | 9       |
| Konkurs drużynowy | Piotr Żyła           | —            | —            | —            | 123,0     | 407,9    | 4.       | 123,0     | 440,2    | 3.       | 848,1  | brąz    |
| Konkurs drużynowy | Klemens Murańka      | —            | —            | —            | 120,5     | 407,9    | 4.       | 128,0     | 440,2    | 3.       | 848,1  | brąz    |
| Konkurs drużynowy | Jan Ziobro           | —            | —            | —            | 116,0     | 407,9    | 4.       | 125,5     | 440,2    | 3.       | 848,1  | brąz    |
| Konkurs drużynowy | Kamil Stoch          | —            | —            | —            | 129,5     | 407,9    | 4.       | 126,0     | 440,2    | 3.       | 848,1  | brąz    |

### Biegi narciarskie

#### Kobiety
- Justyna Kowalczyk
- Sylwia Jaśkowiec
- Ewelina Marcisz
- Kornelia Kubińska
- Magdalena Kozielska

| Konkurencja              | Zawodnik            | Kwalifikacje | Kwalifikacje | Ćwierćfinały | Ćwierćfinały | Półfinały | Półfinały | Finały    | Finały  |
| Konkurencja              | Zawodnik            | Czas         | Miejsce      | Czas         | Miejsce      | Czas      | Miejsce   | Czas      | Miejsce |
| ------------------------ | ------------------- | ------------ | ------------ | ------------ | ------------ | --------- | --------- | --------- | ------- |
| Sprint stylem klasycznym | Sylwia Jaśkowiec    | 3:38,37      | 33.          | NQ           | NQ           | NQ        | NQ        | NQ        | NQ      |
| Sprint stylem klasycznym | Justyna Kowalczyk   | 3:24,89      | 1. Q         | 3:29,55      | 1. Q         | 3:28,90   | 1. Q      | 3:28,06   | 4.      |
| Sprint stylem klasycznym | Kornelia Kubińska   | 3:39,35      | 35.          | NQ           | NQ           | NQ        | NQ        | NQ        | NQ      |
| Sprint stylem klasycznym | Ewelina Marcisz     | 3:36,71      | 30. Q        | 3:38,85      | 5.           | NQ        | NQ        | NQ        | 25.     |
| Bieg łączony             | Kornelia Kubińska   | —            | —            | —            | —            | —         | —         | 44:24,4   | 24.     |
| Bieg łączony             | Ewelina Marcisz     | —            | —            | —            | —            | —         | —         | 44:41,4   | 27.     |
| Bieg indywidualny        | Sylwia Jaśkowiec    | —            | —            | —            | —            | —         | —         | 26:27,8   | 14.     |
| Bieg indywidualny        | Magdalena Kozielska | —            | —            | —            | —            | —         | —         | 29:38,9   | 56.     |
| Bieg indywidualny        | Kornelia Kubińska   | —            | —            | —            | —            | —         | —         | 28:30,3   | 41.     |
| Bieg indywidualny        | Ewelina Marcisz     | —            | —            | —            | —            | —         | —         | 28:39,2   | 44.     |
| Bieg masowy              | Justyna Kowalczyk   | —            | —            | —            | —            | —         | —         | 1:28:43,0 | 17.     |
| Bieg masowy              | Kornelia Kubińska   | —            | —            | —            | —            | —         | —         | DNF       | DNF     |
| Sprint drużynowy         | Justyna Kowalczyk   | —            | —            | —            | —            | 14:49,41  | 2. Q      | 14:38,05  | brąz    |
| Sprint drużynowy         | Sylwia Jaśkowiec    | —            | —            | —            | —            | 14:49,41  | 2. Q      | 14:38,05  | brąz    |
| Sztafeta                 | Kornelia Kubińska   | —            | —            | —            | —            | —         | —         | 50:57,0   | 5.      |
| Sztafeta                 | Justyna Kowalczyk   | —            | —            | —            | —            | —         | —         | 50:57,0   | 5.      |
| Sztafeta                 | Ewelina Marcisz     | —            | —            | —            | —            | —         | —         | 50:57,0   | 5.      |
| Sztafeta                 | Sylwia Jaśkowiec    | —            | —            | —            | —            | —         | —         | 50:57,0   | 5.      |

#### Mężczyźni
- Maciej Staręga
- Maciej Kreczmer
- Jan Antolec
- Sebastian Gazurek
- Konrad Motor

| Konkurencja              | Zawodnik          | Kwalifikacje | Kwalifikacje | Ćwierćfinały | Ćwierćfinały | Półfinały | Półfinały | Finały   | Finały  |
| Konkurencja              | Zawodnik          | Czas         | Miejsce      | Czas         | Miejsce      | Czas      | Miejsce   | Czas     | Miejsce |
| ------------------------ | ----------------- | ------------ | ------------ | ------------ | ------------ | --------- | --------- | -------- | ------- |
| Sprint stylem klasycznym | Sebastian Gazurek | 3:10,36      | 42.          | NQ           | NQ           | NQ        | NQ        | NQ       | NQ      |
| Sprint stylem klasycznym | Maciej Kreczmer   | 3:08,87      | 37.          | NQ           | NQ           | NQ        | NQ        | NQ       | NQ      |
| Sprint stylem klasycznym | Konrad Motor      | 3:09,54      | 39.          | NQ           | NQ           | NQ        | NQ        | NQ       | NQ      |
| Sprint stylem klasycznym | Maciej Staręga    | 3:09,45      | 38.          | NQ           | NQ           | NQ        | NQ        | NQ       | NQ      |
| Bieg indywidualny        | Jan Antolec       | —            | —            | —            | —            | —         | —         | 38:59,8  | 51.     |
| Bieg indywidualny        | Sebastian Gazurek | —            | —            | —            | —            | —         | —         | 39:39,1  | 61.     |
| Bieg indywidualny        | Maciej Kreczmer   | —            | —            | —            | —            | —         | —         | 38:03,2  | 42.     |
| Bieg indywidualny        | Maciej Staręga    | —            | —            | —            | —            | —         | —         | 38:28,3  | 48.     |
| Sprint drużynowy         | Maciej Kreczmer   | —            | —            | —            | —            | 15:44,02  | 4. q      | 15:59,35 | 8.      |
| Sprint drużynowy         | Maciej Staręga    | —            | —            | —            | —            | 15:44,02  | 4. q      | 15:59,35 | 8.      |
| Sztafeta                 | Maciej Kreczmer   | —            | —            | —            | —            | —         | —         | LAP      | LAP     |
| Sztafeta                 | Sebastian Gazurek | —            | —            | —            | —            | —         | —         | LAP      | LAP     |
| Sztafeta                 | Jan Antolec       | —            | —            | —            | —            | —         | —         | LAP      | LAP     |
| Sztafeta                 | Maciej Staręga    | —            | —            | —            | —            | —         | —         | LAP      | LAP     |

### Kombinacja norweska
- Adam Cieślar
- Szczepan Kupczak

| Konkurencja                     | Zawodnik         | Skok   | Skok    | Bieg    | Bieg    | Miejsce |
| Konkurencja                     | Zawodnik         | Punkty | Miejsce | Czas    | Miejsce | Miejsce |
| ------------------------------- | ---------------- | ------ | ------- | ------- | ------- | ------- |
| Skocznia normalna/bieg na 10 km | Adam Cieślar     | 87,9   | 42.     | DNS     | DNS     | DNF     |
| Skocznia normalna/bieg na 10 km | Szczepan Kupczak | 97,4   | 29.     | 28:15,0 | 38.     | 37.     |